# Josphat Bett
Pour les articles homonymes, voir Bett.
Josphat Kipkoech Bett (né le 12 juin 1990) est un athlète kényan, spécialiste des courses de fond.

## Biographie
Il remporte la médaille d'argent du 10 000 mètres lors des Jeux du Commonwealth 2014 de Glasgow, en Écosse, terminant à 3/100e de seconde de l'Ougandais Moses Kipsiro.

### Palmarès
| Date | Compétition                   | Lieu      | Résultat | Épreuve  | Marque         |
| ---- | ----------------------------- | --------- | -------- | -------- | -------------- |
| 2008 | Championnats du monde juniors | Bydgoszcz | 1er      | 10 000 m | 27 min 30 s 85 |
| 2014 | Jeux du Commonwealth          | Glasgow   | 2e       | 10 000 m | 27 min 56 s 14 |
| 2014 | Championnats d'Afrique        | Marrakech | 3e       | 10 000 m | 28 min 11 s 61 |
| 2018 | Championnats d'Afrique        | Asaba     | 7e       | 10 000 m | 30 min 13 s 22 |

### Records
| Épreuve  | Performance    | Lieu   | Date        |
| -------- | -------------- | ------ | ----------- |
| 10 000 m | 26 min 48 s 99 | Eugene | 3 juin 2011 |